# Andrea Venturi
Andrea Venturi (Bolonha, 4 de julho de 1963) é um quadrinista italiano. É colaborador regular da revista Dylan Dog desde 1992. Lançou, com Claudio Nizzi, o ábum Almanacco del West em 1996 (cuja versão brasileira, publicada pela editora Globo, ganhou o Troféu HQ Mix de 1997 na categoria "Edição especial").